# 12386 Nikolova
12386 Nikolova eller 1994 UK5 är en asteroid i huvudbältet som upptäcktes den 28 oktober 1994 av Spacewatch vid Kitt Peak-observatoriet. Den är uppkallad efter Simona Rumenova Nikolova.
Asteroiden har en diameter på ungefär 7 kilometer.